# James J. Murakami
Pour les articles homonymes, voir Murakami.
James J. Murakami; né le 4 juin 1931 et mort le 15 décembre 2022, est un directeur artistique et chef décorateur américain. Il a notamment travaillé avec Clint Eastwood sur L'Échange ou encore Gran Torino, Invictus et Au-delà (Hereafter), avec Joe Roth sur Coupe de Ville.

## Filmographie
- 1979 : Apocalypse Now
- 1984 : Le Flic de Beverly Hills
- 1987 : Le Flic de Beverly Hills 2
- 1988 : Midnight Run
- 1990 : Coupe de Ville
- 1991 : Delirious
- 1992 : Impitoyable
- 1993 : True Romance
- 1993 : Madame Doubtfire
- 1993 : Un jour sans fin
- 1995 : USS Alabama
- 1997 : Rien à perdre
- 1997 : The Game
- 1997 : Minuit dans le jardin du bien et du mal
- 1998 : Ennemi d'État
- 2001 : Princesse malgré elle
- 2002 : Le Roi Scorpion
- 2006 : Lettres d'Iwo Jima
- 2008 : L'Échange
- 2008 : Gran Torino
- 2009 : Invictus
- 2010 : Au-delà (Hereafter)
- 2011 : J. Edgar
- 2012 : Une nouvelle chance (Trouble with the Curve) de Robert Lorenz
- 2015 : American Sniper de Clint Eastwood